# Джулиани, Мауро
Ма́уро Джузеппе Серджо Панталео Джулиа́ни (итал. Mauro Giuseppe Sergio Pantaleo Giuliani; 27 июля 1781, Бишелье, близ Бари — 8 мая 1829, Неаполь) — итальянский классический гитарист, композитор и педагог. Отец Микеле Джулиани.

## Биография
Первоначально обучался теории музыки и игре на флейте, скрипке и виолончели, однако вскоре заинтересовался гитарой и начал её осваивать. Поскольку сделать карьеру концертирующего гитариста в Италии было затруднительно из-за малого интереса публики к этому инструменту и из-за наличия большого количества первоклассных гитаристов, прочно занимавших концертные сцены (в том числе Фердинандо Карулли), Джулиани в 1806 году перебрался в Вену, где быстро завоевал репутацию одного из лучших гитаристов Европы и хорошего композитора. В 1808 году большой интерес публики вызвало исполнение им своего Концерта A-dur с оркестром. С этого времени он начинает публиковать свои композиции, продолжая активно концертировать соло, играть в ансамблях и даже в оркестре. Так, сохранились сведения о том, что Джулиани исполнял партию виолончели на первом исполнении Седьмой симфонии Бетховена 8 декабря 1813 года (среди членов оркестра были также Людвиг Шпор, Иоганн Гуммель, Йозеф Майзедер и другие известные музыканты).
В 1814 году Джулиани получил титул «придворного камерного виртуоза» при императрице Марии-Луизе Австрийской, в следующем году принимал участие в праздничных концертах в честь Венского конгресса. Несколько лет спустя Джулиани из-за огромных долгов вынужден был покинуть Вену и вернулся в Италию, где жил сначала в Риме (1820—1823), а затем — в Неаполе, где играл при дворе Королевства Обеих Сицилий.

## Творчество
Джулиани — один из крупнейших представителей итальянской школы игры на гитаре (наравне с Фердинандо Карулли и Маттео Каркасси). Его сочинения — одна из наиболее ярких страниц гитарной литературы. Композитору принадлежат около 150 сочинений для гитары, широко использующихся в концертной и педагогической практике.